# Katy Keene (série télévisée)
Cet article concerne l’adaptation en série télévisée. Pour le personnage d’Archie Comics, voir Katy Keene.
Katy Keene est une série télévisée américaine en treize épisodes d'environ 40 minutes, développée par Roberto Aguirre-Sacasa et Michael Grassi, diffusée entre le 6 février et le 14 mai 2020 sur le réseau The CW et en simultané sur W Network au Canada.
La série est basée sur les personnages de l'éditeur Archie Comics, principalement sur ceux des publications centrées sur Katy Keene et Josie et les Pussycats. Elle se déroule dans un univers partagé comprenant plusieurs séries mettant en scène des personnages d'Archie Comics et démarré avec la série télévisée Riverdale, dans laquelle les personnages de Josie McCoy et Katy Keene ont été introduits.
En France, elle a été mise en ligne intégralement le 15 décembre 2020 sur le service Salto. Au Québec, elle est diffusée depuis le 1er septembre 2021 sur Elle Fictions. Néanmoins, elle reste pour le moment inédite dans tous les autres pays francophones.

## Synopsis
Dans la ville de New York les destins de plusieurs artistes aspirant à une grande carrière vont se croiser.
Katy Keene travaille comme personal shopper chez Lacy’s, un grand magasin, pour le service dirigé par la très sévère Gloria Grandbilt. Mais son rêve est de quitter cet emploi pour devenir styliste. Elle est soutenue dans sa passion par son petit ami, K.O Kelly, dont le but est de devenir boxeur professionnel, et par ses amis.
Josie McCoy, sa colocataire, vient d'arriver à New York pour s'éloigner du quotidien macabre de sa petite ville de Riverdale. Josie est enfin prête à percer dans l'industrie musicale. Elle est repérée par Alexander Cabot, qui voudrait relancer le label appartenant au conglomérat de son père. Mais la signature de Josie est bloquée par Alexandra, la vice-présidente de la société et sœur jumelle d'Alexander.
Le second colocataire de Katy est Jorge Lopez. Le jeune homme travaille à la bodega de ses parents et rêve de monter sur les planches d'un théâtre sur Broadway. Le soir venu, Jorge devient Ginger, une drag queen, son autre passion dans laquelle il aimerait également pouvoir évoluer parallèlement à ses rêves de théâtre.
De son côté, Pepper Smith est la fille à suivre à New York ! Son rêve est de pouvoir ouvrir son propre atelier d'artiste à l'image d'Andy Warhol et sa Factory. Mais Pepper n'est pas aussi riche qu'elle paraît et doit se débrouiller pour tenir dans un milieu où l'apparence compte plus que tout.

## Distribution

### Acteurs principaux
- Lucy Hale (VF : Élisabeth Ventura) : Katy Keene
- Ashleigh Murray (VF : Audrey Sablé) : Josephine « Josie » McCoy
- Katherine LaNasa (VF : Julie Dumas) : Gloria Grandbilt
- Julia Chan (en) (VF : Victoria Grosbois) : Pepper Smith
- Jonny Beauchamp (VF : Antoine Schoumsky) : Jorge Lopez / Ginger Lopez
- Lucien Laviscount (VF : Geoffrey Loval) : Alexander Cabot III
- Zane Holtz (VF : Valentin Merlet) : K.O Kelly
- Camille Hyde (VF : Aurélie Konaté) : Alexandra Cabot

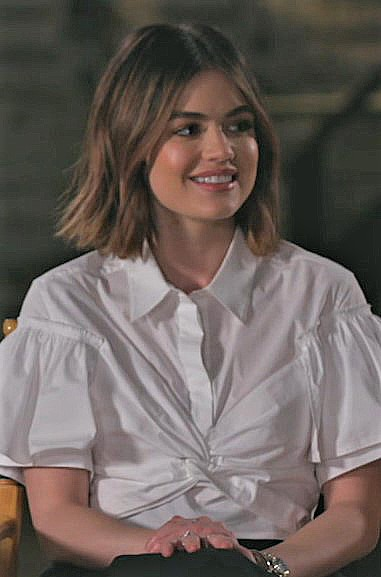
Lucy Hale interprète Katy.
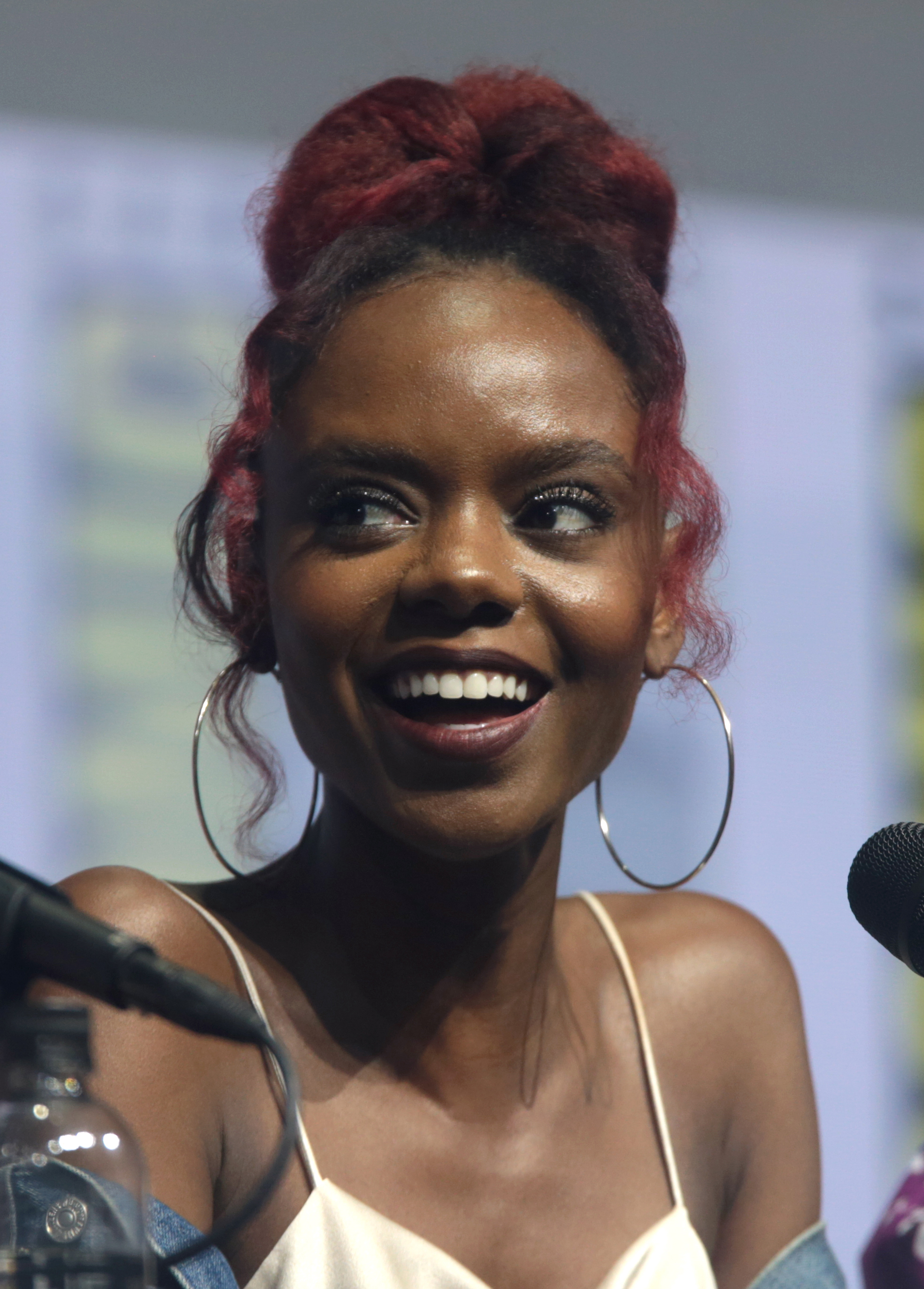
Ashleigh Murray interprète Josie.
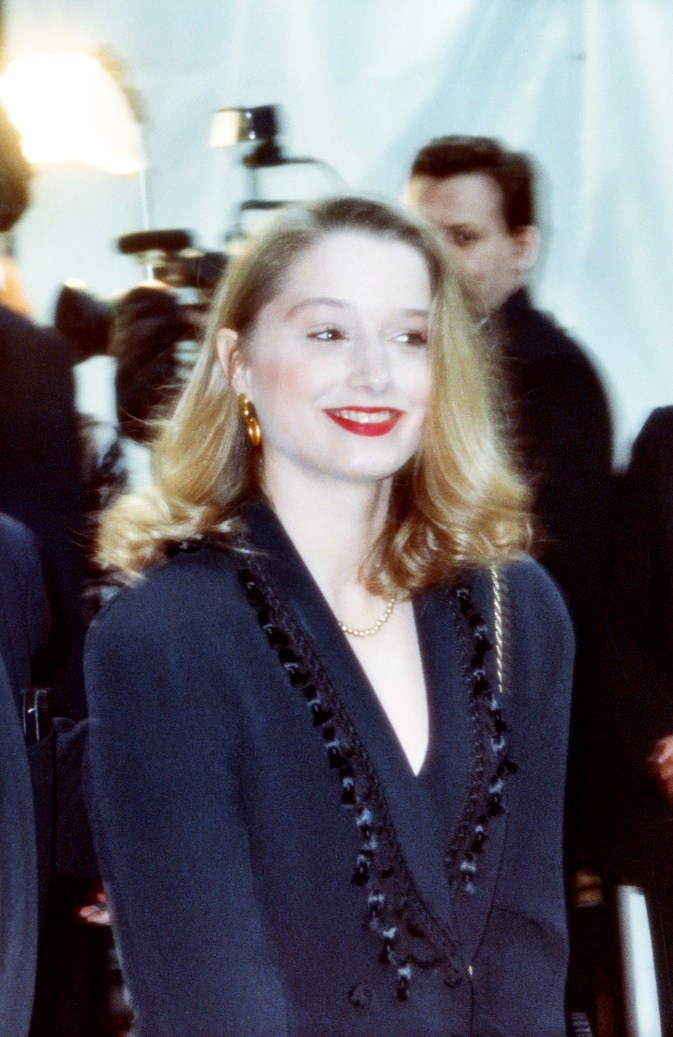
Katherine LaNasa interprète Gloria.
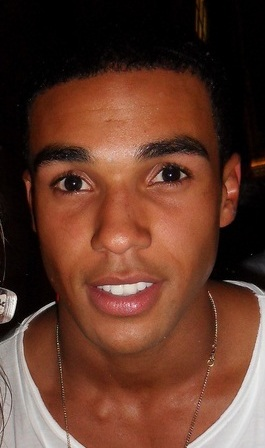
Lucien Laviscount interprète Alexander.
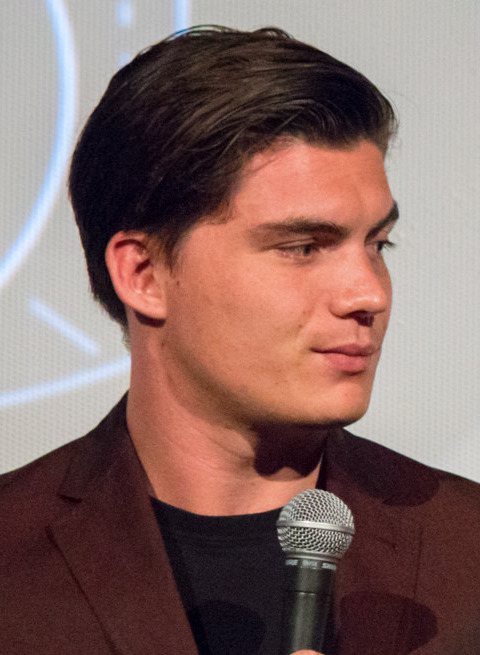
Zane Holtz interprète K.O.

### Acteurs récurrents
- Nathan Lee Graham (VF : Mike Fédée) : François
- Heléne Yorke (VF : Ingrid Donnadieu) : Amanda
- Daphne Rubin-Vega (VF : Laura Zichy) : Luisa Lopez
- Frank Pando (en) : Luis Lopez
- Saamer Usmani (VF : Tanguy Goasdoué) : prince Errol Swoon
- Erica Pappas (VF : Caroline Cadrieu) : Patricia Klein
- André De Shields (en) (VF : Jean-Paul Pitolin) : Chubby
- Ryan Faucett (VF : Marc Arnaud) : Bernardo Bixby
- Candace Maxwell (VF : Pascale Mompez) : Didi
- Abubakr Ali : Raj Patel
- Mary Beth Peil (VF : Monique Guillemautot) : Loretta Lacy
- Luke Cook (VF : Pierre Tessier) : Guy LaMontagne
- Bernadette Peters : Mme Freesia
- Eric Freeman : Buzz Brown
- Peter Francis James (en) (VF : Bernard Bollet) : M. Cabot
- Azriel Crews : Cricket O'Dell
- Emily Rafala : Trula Twyst

### Invités des séries du même univers
- Robin Givens (VF : Armelle Gallaud) : Sierra McCoy (de Riverdale - épisode 6)
- Casey Cott (VF : Julien Bouanich) : Kevin Keller (de Riverdale - épisode 10)
- Mark Consuelos (VF : Laurent Maurel) : Hiram Lodge (de Riverdale - épisode 13)

 Source et légende : version française (VF) sur RS Doublage

## Production

### Développement

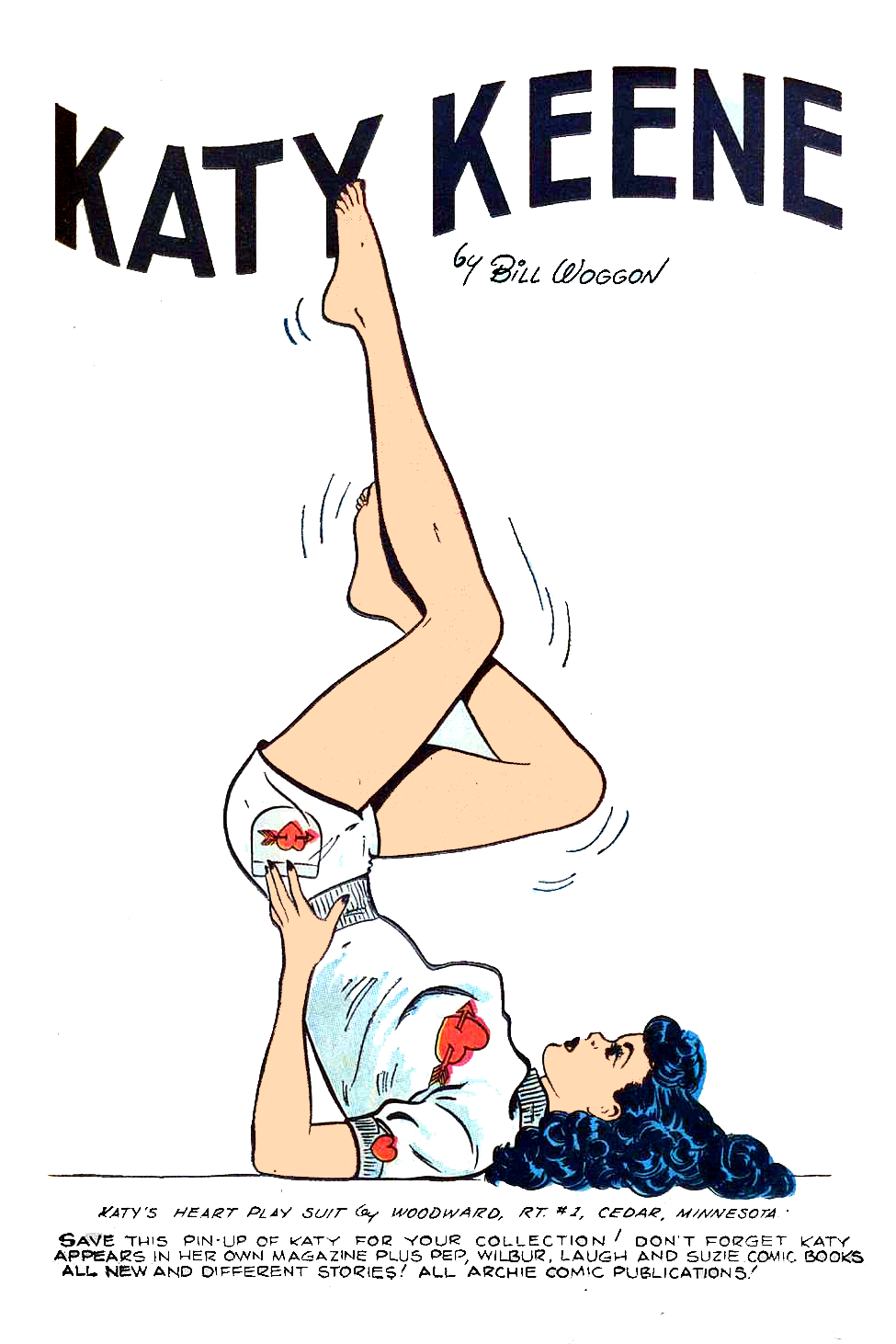
Illustration de Katy Keene par son créateur, Bill Woggon, en 1951.

En janvier 2019, The CW annonce la commande d'un pilote pour un projet de série se déroulant dans l'univers de Riverdale et centré sur quatre autres personnages d'Archie Comics dont Katy Keene, un personnage apparu pour la première fois en 1945 dans les pages du comics Wilbur. Dans les comics, le personnage est une célébrité considérée comme une Pin-up.
Son ton est annoncé comme très différent de Riverdale, la série étant prévue pour être une comédie dramatique et musicale. Néanmoins, elle est également développée par Roberto Aguirre-Sacasa et produite par une grande partie des producteurs de Riverdale et des Nouvelles Aventures de Sabrina.
Quelques jours après l'annonce, Roberto Aguirre-Sacasa dévoile que comme pour Les Nouvelles Aventures de Sabrina, aucun crossover entre Riverdale et Katy Keene n'est prévu et que les liens entre les deux séries ne devrait pas dépasser la présence de Josie McCoy et le fait qu'elle se déroule dans le même univers. Néanmoins, le showrunner n'est pas fermé à la visite de personnages de la petite ville à New York à l'avenir.
Le 7 mai 2019, la chaîne annonce la commande d'une première saison pour la série. Quelques jours plus tard, lors de sa conférence annuelle, il est dévoilé qu'elle sera lancée pour la mi-saison, soit au début de l'année 2020.
Le 5 décembre 2019, alors qu'aucun crossover n'était prévu, Roberto Aguirre-Sacasa dévoile que le personnage de Katy Keene sera finalement introduit dans un épisode de la quatrième saison de Riverdale, diffusé seulement quelques jours avant le lancement de la série. Le mois suivant, la chaîne lance le développement d'une potentielle seconde saison avec la commande de treize scripts supplémentaires pour la série.
Le 2 juillet 2020, The CW annonce l'annulation de la série, évoquant les audiences décevantes lors de la diffusion télévisée mais également sur le service de streaming de la chaîne et sur HBO Max.

### Distributions des rôles
Le 4 février 2019, il est annoncé que Ashleigh Murray est la première actrice à rejoindre la série. Elle reprendra son rôle de Josie McCoy qu'elle interprétait déjà dans Riverdale, l'obligeant à quitter cette dernière.

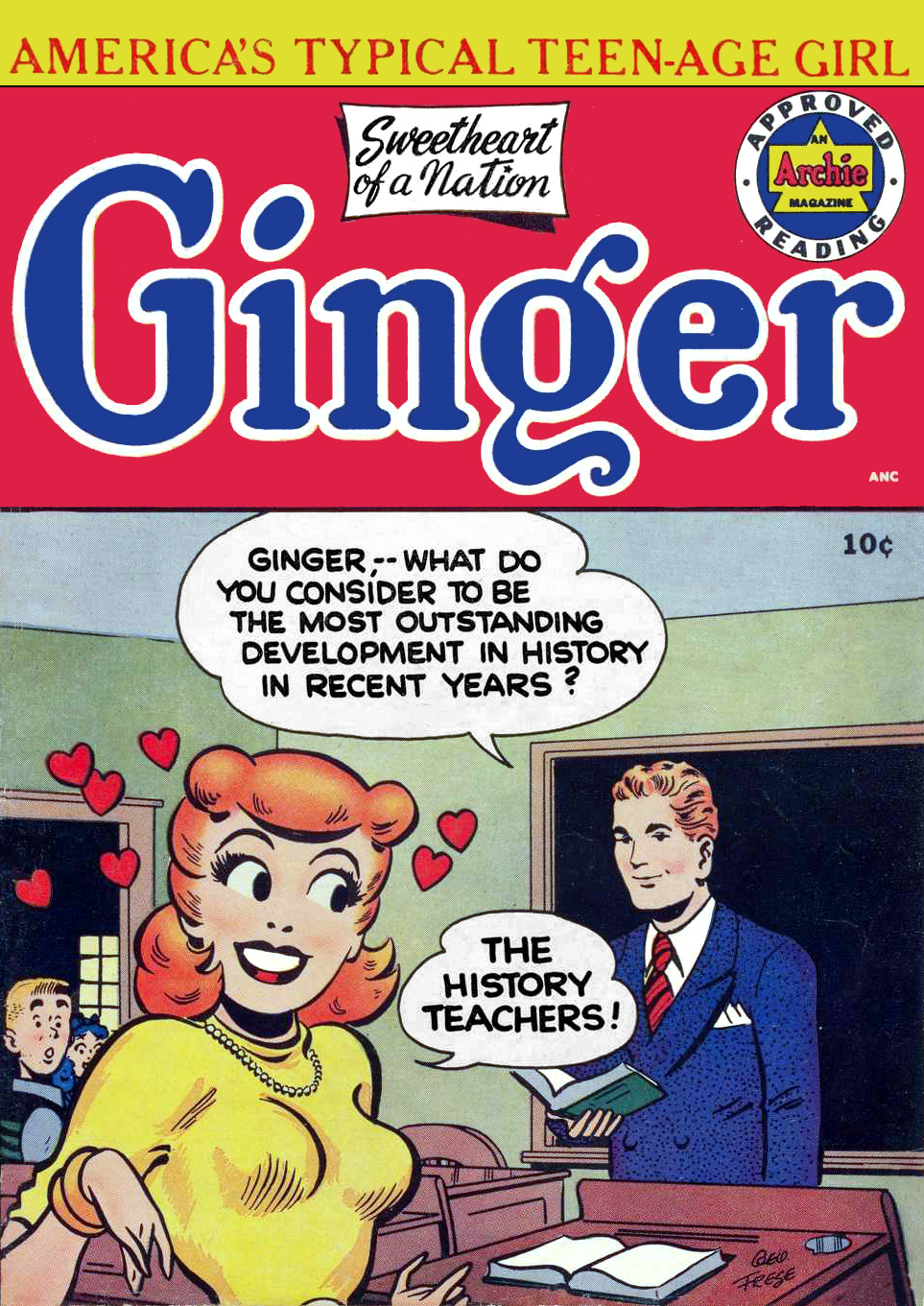
Couverture d'un comics mettant en scène Ginger Lopez, le personnage ayant servi d'inspiration pour celui de Jorge Lopez.

Plus tard dans le mois, Jonny Beauchamp rejoint la distribution pour le rôle de Jorge Lopez, une drag queen connue sous le pseudonyme de Ginger. Ginger Lopez est un personnage issu de l'univers d'Archie Comics mais c'est la première fois qu'il est représenté comme l'identité d'une drag queen. Une version du personnage avait déjà été introduite dans Riverdale interprétée par Caitlin Mitchell-Markovitch, néanmoins, il s'agit d'une version différente.
Julia Chan signe également le même jour pour le rôle de Pepper Smith. Ils sont suivis par Camille Hyde et Lucien Laviscount qui signent pour interpréter les jumeaux Cabot issus des comics Josie et les Pussycats.
Le 11 mars 2019, l'actrice et chanteuse Lucy Hale rejoint la distribution pour interpréter la fameuse Katy Keene, signant son retour dans une série de The CW depuis l'annulation de sa série Life Sentence. Elle est suivie en fin de mois par Zane Holtz qui interprétera K.O Kelly, le principal intérêt amoureux de Katy dans les comics, et Katherine LaNasa qui signe pour le rôle de Gloria Grandbilt.
En septembre 2019, Daphne Rubin-Vega, connue pour son rôle dans la troupe originale de Rent, rejoint la distribution récurrente de la série pour interpréter Luisa, la mère de Jorge Lopez. Elle est suivie par une autre vedette de Broadway, Bernadette Peters, qui signe pour le rôle de Mme Freesia. Quelques mois plus tard, la drag queen Shangela rejoint la distribution d'un épisode de la série en tant qu'invité dans un rôle potentiellement récurrent par la suite.

### Tournage
Contrairement à Riverdale et Les Nouvelles Aventures de Sabrina, dont le tournage a lieu à Vancouver au Canada, Katy Keene est tournée à New York, ville où se déroule également son action.

## Épisodes
1. Chapitre un : Bienvenue à New-York (Chapter One: Once Upon a Time In New York)
2. Chapitre deux : L'Amour à son rythme (Chapter Two: You Can't Hurry Love)
3. Chapitre trois : Que deviennent les cœurs brisés ? (Chapter Three: What Becomes of the Brokenhearted)
4. Chapitre quatre : Un Nouveau commencement (Chapter Four: Here Comes the Sun)
5. Chapitre cinq : Chanson pour une nuit d'hiver (Chapter Five: Song for a Winter's Night)
6. Chapitre six : Maman a dit (Chapter Six: Mama Said)
7. Chapitre sept : Le Baiser de la femme araignée (Chapter Seven: Kiss of the Spider Woman)
8. Chapitre huit : Tout va bien m'man (Je saigne, c'est tout) (Chapter Eight: It's Alright, Ma (I'm Only Bleeding))
9. Chapitre neuf : A trop vouloir (Chapter Nine: Wishin' and Hopin)
10. Chapitre dix : Un Parfum de scandale (Chapter Ten: Gloria)
11. Chapitre onze : Vers qui me tourner (Quand personne n'a besoin de moi) (Chapter Eleven: Who Can I Turn To?)
12. Chapitre douze : Jeux de dupe (Chapter Twelve: Chain of Fools)
13. Chapitre treize : Au Nom de nos rêves (Chapter Thirteen: Come Together)

## Accueil

### Critiques
La première saison de la série a reçu des critiques généralement positives aux États-Unis. Sur le site agrégateur de critiques Rotten Tomatoes, elle recueille 90 % de critiques positives, avec une note moyenne de 6,67/10 sur la base de 21 critiques collectées. Le consensus critique établi par le site résume que « la série a du style à revendre et que sa plus grande force est son ton rassurant et joyeux qui permet de mettre un peu de lumière dans l'univers sombre des productions pour jeunes adultes ». 
Sur Metacritic, la saison obtient une note de 71/100 basée sur 8 critiques collectées.

### Audiences
La série est diffusée sur le réseau The CW dont les séries, pour la saison 2018-2019, ont eu une audience moyenne allant de 0,40 million de téléspectateurs pour Crazy Ex-Girlfriend à 1,70 million de téléspectateurs pour Flash.
| Saisons | Diffusion   | Nombre d'épisodes | Lancement      | Lancement       | Final       | Final           | Téléspectateurs (en moyenne) |
| Saisons | Diffusion   | Nombre d'épisodes | Date           | Téléspectateurs | Date        | Téléspectateurs | Téléspectateurs (en moyenne) |
| ------- | ----------- | ----------------- | -------------- | --------------- | ----------- | --------------- | ---------------------------- |
| 1       | jeudi, 20 h | 13                | 6 février 2020 | 619 000         | 14 mai 2020 | 464 000         | 484 000                      |

## Autour de la série

### Roman
En mai 2018, l'éditeur américain Scholastic signe avec Archie Comics pour la publications de livres autour des séries de l'éditeur mais également autour de leurs adaptations comme la série Riverdale. La maison d'édition entame alors la publication de romans se déroulant dans la continuité des séries mais également des livres non-fictionnel comme des guides.
En mai 2020, il est dévoilé que Katy Keene fera partie des séries dont l'univers sera exploité en livre, malgré son annulation. Un roman intitulé Restless Hearts, écrit par la romancière Stephanie Kate Strohm et suivant les personnages avant les événements de la série a été publié en novembre 2020. En France, c'est l'éditeur Hachette Livre qui est chargé de la publication de ces livres.

### Bandes originales
La musique est un élément central de la série, plusieurs personnages ayant pour but de démarrer une carrière en rapport avec la musique. Plusieurs numéros musicaux rythment donc les épisodes de la série.
Le label WaterTower Music publie après la diffusion de chaque épisode les chansons de ce dernier en tant que single. Une fois la saison terminée, la maison de disque a publié un album réunissant l'intégralité des chansons de la saison sur les plateformes digitales.

### Connexion avecRiverdale
La série se déroule dans le même univers que les séries télévisées Riverdale et Les Nouvelles Aventures de Sabrina, surnommé Archiverse. Ces séries sont liées par le fait qu'elles sont toutes adaptées des publications de l'éditeur américain Archie Comics. Néanmoins, alors que les personnages se rencontrent assez souvent dans les comics, les crossovers sont plus rares dans ces adaptations et les références se font plus souvent via des dialogues ou des éléments visuels.
Le personnage de Josie McCoy était l'un des personnages principaux de Riverdale durant les trois premières saisons avant de rejoindre la série. Dans la quatrième saison, le personnage de Veronica Lodge fait référence à Katy Keene et lui demande de confectionner des costumes pour Archie et Munroe. Katy fait également une apparition dans un épisode de cette même saison, diffusé la veille du lancement de la série et marquant le premier réel crossover de l'univers télévisuel. 
Dans la première et unique saison de Katy Keene, trois personnages de Riverdale font une apparition : Sierra McCoy (Robin Givens) dans le sixième épisode ; Kevin Keller (Casey Cott) dans le dixième épisode puis Hiram Lodge (Mark Consuelos) dans le treizième épisode. 
Durant cette saison inaugurale, Katy Keene se déroulait cinq ans après les événements des quatre premières saisons de Riverdale. Si la série avait été renouvelée pour une seconde saison, elle se serait déroulée en même temps que Riverdale, à la suite du saut dans le temps effectué par la série mère au cours de sa cinquième saison.
Malgré l'annulation, des personnages de Katy Keene continuent d'apparaître dans les autres séries de l'univers, notamment K.O Kelly (Zane Holtz) et Bernardo Bixby (Ryan Faucett) dans la cinquième saison de Riverdale. Cette même saison, Lucy Hale reprend également son rôle de Katy Keene pour un caméo vocal dans le huitième épisode, puis Camille Hyde reprend son rôle d'Alexandra Cabot dans le quinzième épisode,. Durant cette saison, le personnage de Chad Gekko est également présent. Ce dernier a été introduit dans deux épisodes de Katy Keene où il était interprété par Reid Prebenda. Il est l'un des personnages récurrents de la cinquième saison de Riverdale où il est désormais interprété par Chris Mason. Lors de la sixième saison,  Zane Holtz (K.O Kelly) fait une seconde apparition dans le dixième épisodetandis que Camille Hyde (Alexandra Cabot) fait une seconde apparition lors du vingt-deuxième épisode. De plus, Ashleigh Murray revient également dans deux épisodes de Riverdale après la série Katy Keene à savoir l'épisode 15 de la saison 5 et l'épisode 17 de la saison 7.